# Zgornji Čačič
Zgornji Čačič este o localitate din comuna Osilnica, Slovenia, cu o populație de 6 locuitori.